# پانچ (خواننده)
به جین یونگ (کره‌ای: 배진영؛ زادهٔ ۱۹ فوریه ۱۹۹۳) که بیشتر با نام هنری پانچ (کره‌ای: 펀치؛انگلیسی: Punch) شناخته می‌شود، خواننده اهل کره جنوبی است. او به خاطر موسیقی متن اصلی مجموعه‌های تلویزیونی مختلفی از جمله مشکلی نیست این عشقه (۲۰۱۴)، نسل خورشید (۲۰۱۶)، گابلین (۲۰۱۶) و دکتر رمانتیک ۲ (۲۰۲۰) شناخته می‌شود.